# Velké Dářsko
Velké Dářsko är en sjö i Tjeckien.   Den ligger i regionen Vysočina, i den centrala delen av landet, 120 km öster om huvudstaden Prag. Velké Dářsko ligger 613 meter över havet. Arean är 1,9 kvadratkilometer.Runt Velké Dářsko är det i huvudsak tätbebyggt. Den sträcker sig 1,7 kilometer i nord-sydlig riktning, och 2,0 kilometer i öst-västlig riktning.